# Шахіка Ерджюмен
Шахіка Ерджюмен (тур. Şahika Ercümen; нар. 16 січня 1985, Чанаккале) — турецький фрідайвер і дієтолог, одна з рекордсменок світу з фрідайвінгу.

## Біографія
Народилася 16 січня 1985 року в Чанаккале. Навчалася у початковій школі Гази і в Анатолійській середній школі Міллі Піянго. Закінчила Башкентський університет, факультет здоров'я людини, кафедру здорового харчуння й дієтології. Займається підводними видами спорту: підводним хокеєм, регбі, спортивним орієнтуванням і дайвінгом. Неодноразова учасниця чемпіонатів світу і Європи, з 2001 року виступає за чотири турецьких збірних з різних видів підводного спорту.

## Рекорди
- 110 м, динамічне апное під льодом (DYN), 11 лютого 2011 року, Австрія, озеро Вайссензеє. Рекорд занесений до Книги рекордів Гіннеса як досягнення серед чоловіків і жінок: у чоловіків рекорд становив раніше 108 м, у жінок — 70 м.[4][5][6]
- 70 м, апное з постійною вагою й ластами (CWT), 10 листопада 2011 року, Єгипет, Дахаб. Рекорд визнаний Всесвітньою конфедерацією підводної діяльності; попередній рекорд належав Тані Стритер (67 м).
- 60 м, апное з перемінною вагою без ласт (VNF), 10 листопада 2011 року, Єгипет, Дахаб[7].
- 61 м, апное з перемінною вагою без ласт (VNF), 1 червня 2013 року, Туреччина, озеро Ван. Рекорд визнаний Всесвітньою конфедерацією підводної діяльності.[8] Вибір Шахика обґрунтувала намаганням покликати світ захистити від вимирання вид кефалі з озера Ван.[9]
- 91 м, апное з перемінною вагою без ласт (VNF), 23 липня 2014 року, Туреччина, Каш. Час 2:49. Попередній рекорд належав Дер'є Джан.[10]
- 110 м, апное з перемінною вагою з ластами (VWT), 22 жовтня 2016 року, Туреччина, Каш. Час 2:44. Рекорд визнаний Всесвітньою конфедерацією підводної діяльності[11].